# Guillaume Auger
Guillaume Auger (Joigny, 21 de marzo de 1976) es un exciclista francés.
Debutó como profesional en 1998 con el equipo BigMat-Auber 93 después de haber sido campeón de Europa en contrarreloj en categoría sub-23. En 2004 fichó por el conjunto RAGT Semences, con el que participó en su segundo Tour de Francia. Después de la desaparición del este equipo al fin de la temporada 2005, no encontró otro equipo y puso fin a su carrera deportiva.
Su hermano Ludovic también fue ciclista profesional.

## Palmarés
1997
- Campeonato Europeo Contrarreloj sub-23

1998
- 1 etapa de la Vuelta al Algarve

1999
- 1 etapa del Tour del Mediterráneo

2003
- Circuit des Mines
- 1 etapa del Tour de la Somme

## Resultados en Grandes Vueltas
| Carrera | Carrera         | 1998 | 1999 | 2000 | 2001  | 2002 | 2003 | 2004  | 2005 |
| ------- | --------------- | ---- | ---- | ---- | ----- | ---- | ---- | ----- | ---- |
|         | Giro de Italia  | —    | —    | —    | —     | —    | —    | —     | —    |
|         | Tour de Francia | —    | —    | —    | 136.º | —    | —    | 136.º | —    |
|         | Vuelta a España | —    | —    | —    | —     | Ab.  | —    | —     | —    |

—: no participa

Ab.: abandono